# Iyo (Ehime)
Iyo (伊予市 Iyo-shi?) es una ciudad localizada en la prefectura de Ehime, Japón. En junio de 2019 tenía una población estimada de 35.588 habitantes y una densidad de población de 183 personas por km². Su área total es de 194,44 km².

## Etimología
Deriva del antiguo nombre de la Prefectura de Ehime, el cual era País de Iyo (伊予国 Iyo-no-kuni?).

## Historia
- 1889: se crean el Pueblo de Gunchu (郡中町 Gunchū-chō?) y las villas de Minamiyamasaki (南山崎村 Minamiyamasaki-mura?), Kitayamasaki (北山崎村 Kitayamasaki-mura?) y Minamiiyo (南伊豫村 Minami'iyo-mura?).
- 1896: Se inaugura el ferrocarril que lo une con la Ciudad de Matsuyama.
- 1930: La Línea Yosan de la JR se extiende y se construye la Estación de Gunchu (郡中駅 Gunchū-eki?), que actualmente se denomina Iyoshi-eki (伊予市駅 Iyoshi-eki?).
- 1940: el 1° de enero el Pueblo de Gunchu absorbe la Villa de Gunchu (郡中村 Gunchū-mura?).
- 1955: el 1° de enero se fusionan el Pueblo de Gunchu y las villas de Minamiyamasaki, Kitayamasaki y Minamiiyo, formando la Ciudad de Iyo.
- 1957: se inaugura el edificio del Ayuntamiento.
- 1958: absorbe una parte del Pueblo de Nakayama.
- 1961: se inaugura la Estación de Iyoyokota (伊予横田駅 Iyoyokota-eki?) de la JR.
- 1984: se inaugura el Parque Forestal Ehime (えひめ森林公園 Ehime Shinrin-kōen?).
- 1986: se habilita el Circuito de montaña (山回り Yama-mawari?) de la Línea Yosan de la JR.
- 1986: se inaugura la Estación de Torinoki (鳥ノ木駅 Torinoki-eki?) de la JR.
- 2005: el 1° de abril absorbe los pueblos de Futami y Nakayama.

## Geografía
La montaña más alta es el Monte Tagami (谷上山 Tagami-san?), con una altura de 456 m, y sus ríos principales son el Ootani (大谷川 Ootani-gawa?) y el Nakayama (中山川 Nakayama-gawa?).

### Localidades circundantes
- Prefectura de Ehime
  - Masaki
  - Ōzu
  - Tobe
  - Uchiko

## Demografía
Según los datos del censo japonés, esta es la población de Iyo en los últimos años.
| 1995   | 2000   | 2005   | 2010   | 2015   |
| ------ | ------ | ------ | ------ | ------ |
| 41.064 | 40.505 | 39.493 | 38.017 | 36.827 |

## Accesos

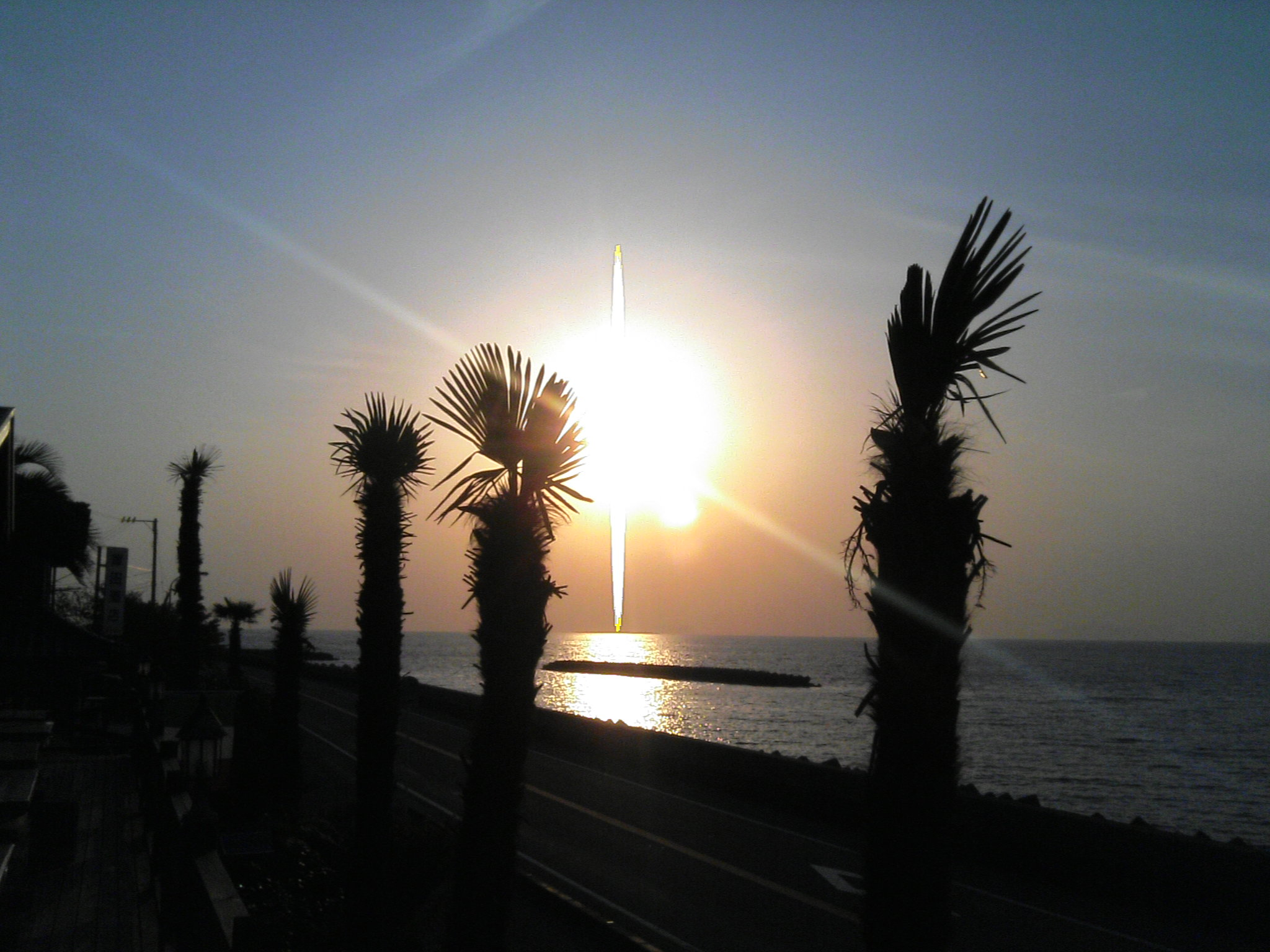
Atardecer en la costa del Pueblo de Futami.

### Autopista
- Autovía de Matsuyama
  - Intercambiador Iyo

### Ruta
- Ruta Nacional 56
- Ruta Nacional 378

### Ferrocarriles
- Línea Yosan (Japan Railways)

- - Línea Nueva
    - Estación Mukaibara
    - Estación IyoOohira
    - Estación Iyonakayama

- - Línea Vieja
    - Estación Torinoki
    - Estación Ciudad de Iyo
    - Estación Mukaibara
    - Estación Konokawa
    - Estación Iyokaminada
    - Estación Shimonada
    - Estación Kushi

- Línea Gunchu (Ferrocarril Iyo)
  - Estación Shinkawa (新川駅 Shinkawa-eki?)
  - Estación Gunchu (郡中駅 Gunchū-eki?)
  - Estación Puerto de Gunchu (郡中港駅 Gunchūkō-eki?)

## Actividad industrial
- Yamaki

## Personas ilustres
- Masanobu Fukuoka — agricultor, biólogo y filósofo